# Cameron Crowe
Cameron Bruce Crowe, född 13 juli 1957 i Palm Springs, Kalifornien, är en amerikansk filmregissör, filmproducent och manusförfattare. Han är bland annat känd för filmerna Jerry Maguire, Almost Famous och Vanilla Sky.
Han var mellan 1986 och 2010 gift med Nancy Wilson, gitarrist i rockgruppen Heart.

## Filmografi (urval)
- 1982 – Häftigt drag i plugget (manus)
- 1984 – The Wild Life (manus)
- 1989 – Snacka går ju... (både regi och manus)
- 1992 – Singles (både regi och manus)
- 1996 – Jerry Maguire (både regi och manus)
- 2000 – Almost Famous (både regi och manus)
- 2001 – Vanilla Sky (både regi och manus)
- 2005 – Elizabethtown (både regi och manus)
- 2011 – En ny start (både regi och manus)
- 2015 – Aloha (både regi och manus)